# Batuagung (Merbau Mataram)
Batuagung is een bestuurslaag in het regentschap Lampung Selatan van de provincie Lampung, Indonesië. Batuagung telt 1329 inwoners (volkstelling 2010).